# CMa (Inschrift)

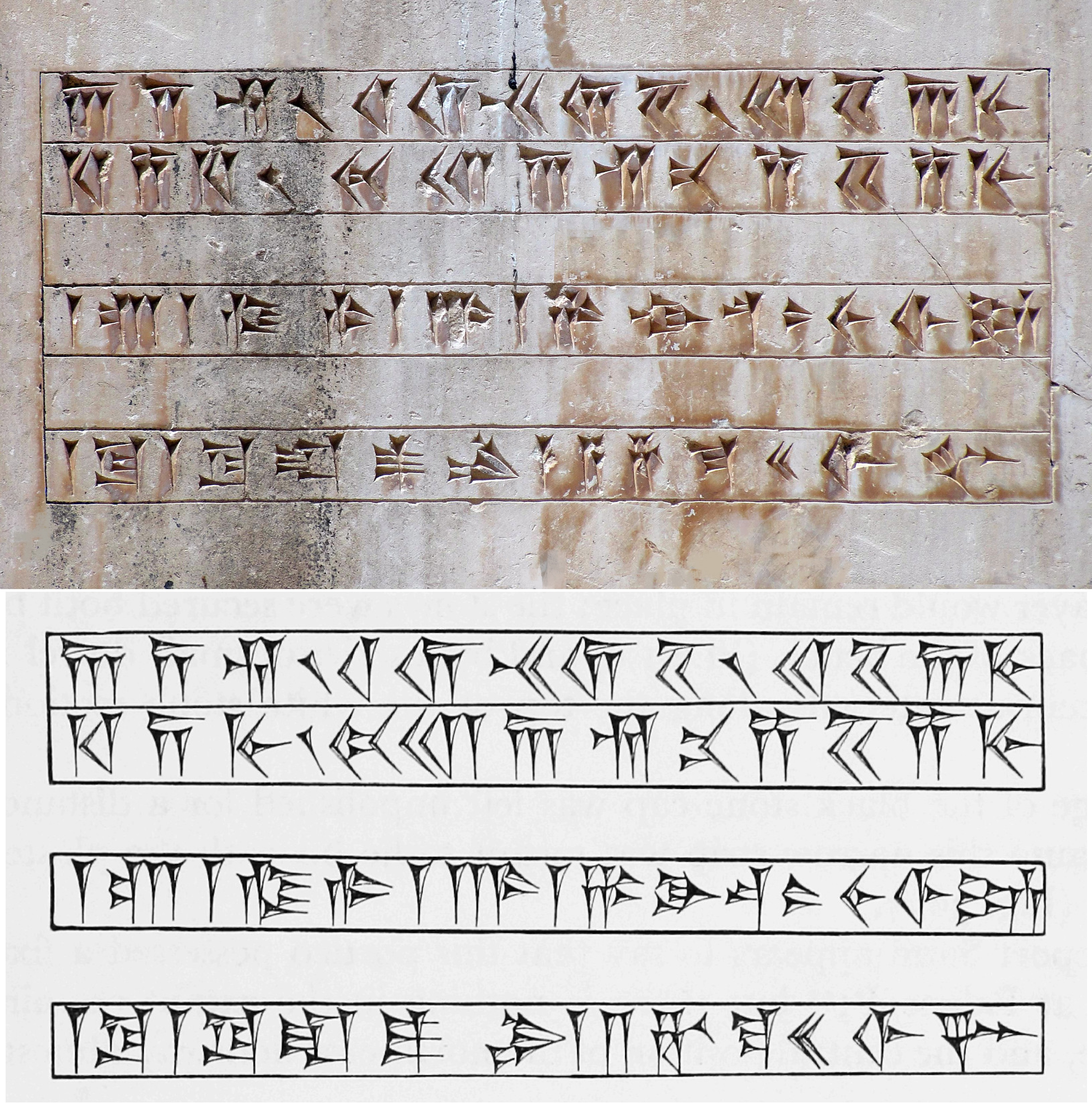
Die Inschrift CMa im Palast P (oben) und Palast S (unten) in Pasargadae: zwei Zeilen altpersisch, je eine Zeile elamisch und neu-babylonisch

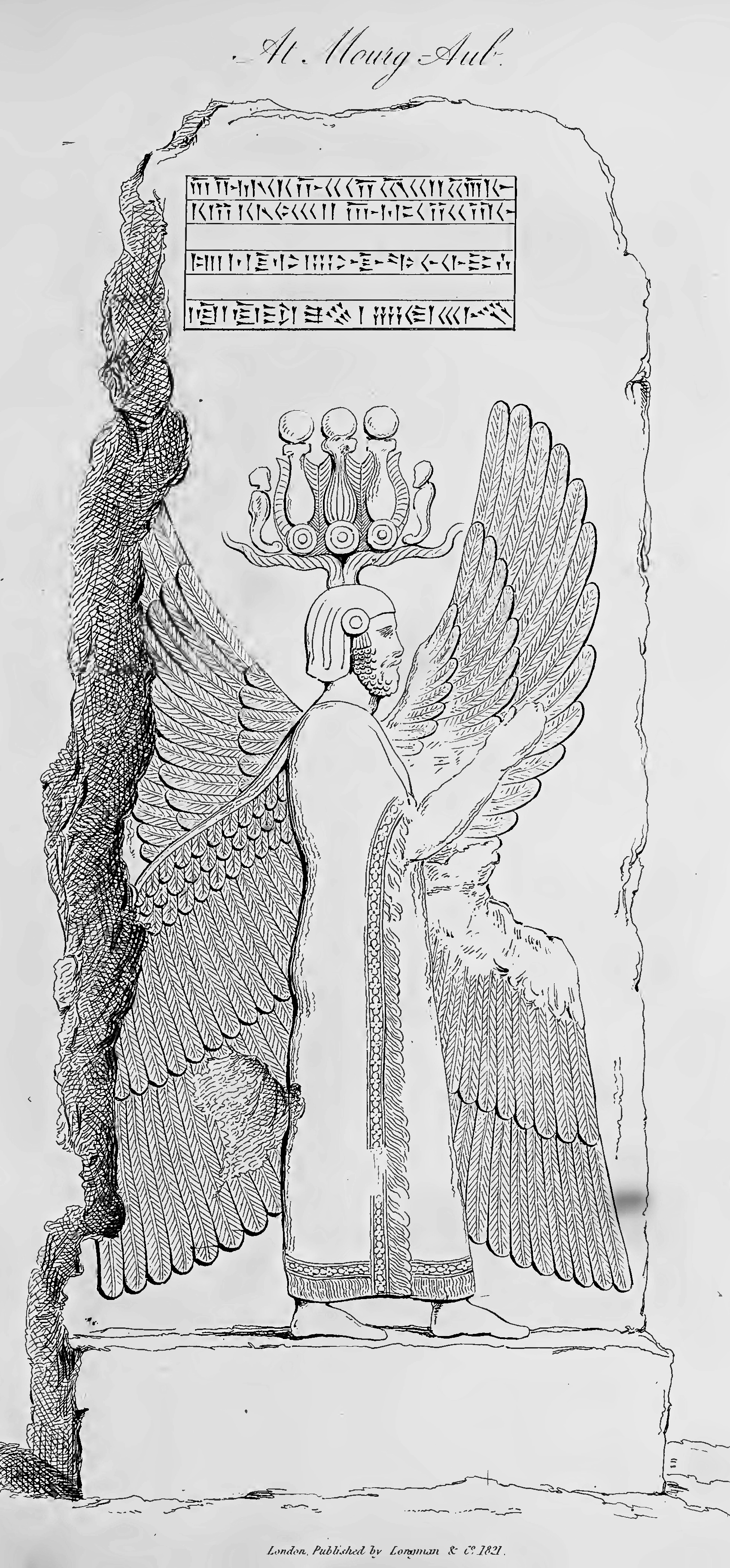
Die Figur am Tor R mit assyrischen Flügeln, einer ägyptischen Krone und elamischer Kleidung mit der Inschrift CMa, gezeichnet von Robert Ker Porter. Der Rahmen um die Inschrift ist wohl nicht korrekt wiedergegeben und steht im Widerspruch zur Zeichnung von Flandin

CMa ist die Abkürzung für eine Inschrift des persischen Königs Kyros II. (C). Sie wurde auf der Murghab-Ebene (M) in Pasargadae entdeckt und von der Wissenschaft mit einem Index (a) versehen. Sie liegt in altpersischer, elamischer und babylonischer Sprache vor und ist in mehreren Exemplaren überliefert. Ob Kyros II. die Inschrift anfertigen ließ, ist umstritten.
Mancherorts kann man auch der Bezeichnung DMa für die gleiche Inschrift begegnen. Sie würde dann Dareios I. (D) zugesprochen, ergänzt um den Fundort Murghab-Ebene (M) in Pasargadae und dem Index (a).

## Inhalt
„Ich bin Kūraš, der König, der Achämenide“

Alternativer Inhalt

„Ich, Kyros, der König, der Achämenide [habe dies gebaut]“

## Fundort
Fünf belegte Exemplare der Inschrift sind auf Anten und Torwangen in Pasargadae überliefert. Drei davon sind verloren gegangen. Die zwei vorhandenen Exemplare befinden sich am südöstlichen Tor der Empfangshalle (Palast S) und an der südwestlichen Ante des Palasts P. Zusätzlich existieren drei Fragmente mit Resten der Inschrift, die sich im Magazin des Museums von Pasargadae befinden.

## Forschungsgeschichte
Die Inschrift wurde 1812 von James Justinian Morier veröffentlicht. und bereits er zeichnete die Inschrift 1812 mit zwei verbundenen Zeilen altpersisch und je einer Zeile elamisch und babylonisch ohne Gesamtrahmen. Die Figur mit der darüber gesetzten Inschrift am Tor R wurde in den Jahren 1817 bis 1820 von Robert Ker Porter, 1840/1841 von Eugène Flandin und Pascal Coste und 1842 von Charles Texier abgezeichnet. Außer bei Robert Ker Porter entspricht die Anordnung der Inschrift bei allen derjenigen von James Justinian Morier. Charles Texier schreibt dazu: „Am oberen Teil der Säule befinden sich vier Zeilen mit Keilschrift; zwei Zeilen sind miteinander verbunden und zwei getrennt.“
Sowohl James Justinian Morier, Robert Ker Porter als auch Charles Texier erwähnen das wiederholte Auftreten der gleichen Inschrift vor Ort, ohne genauere Angaben über die Standorte, die Anzahl oder deren Abweichungen zu machen. Eugène Flandin und Pascal Coste dagegen liefern erstmals genauere Pläne über Standorte und Anzahl: Fünf in der Anzahl, eine am Tor R, drei in der Empfangshalle und eine im Palast P. Einzig bei der Zuordnung des Rahmens besteht bei ihnen eine Unsicherheit.
Die erste Transliteration und Übersetzung stammt 1847 von Henry Creswicke Rawlinson, obwohl die Inschrift vorgängig bereits von vielen Gelehrten diskutiert worden war.

## Rezeption
Bereits früh waren sich die Wissenschaftler darüber uneinig, ob die Inschrift von Kyros II. stammen konnte, da dieser ausschließlich Inschriften in neu-babylonischer Sprache hinterlassen hat und Dareios I. als der Begründer der altpersischen Keilschrift gilt.
Franz Heinrich Weißbach ordnete die Inschrift mit Fragezeichen Kyros dem Jüngeren zu. Andere Wissenschaftler wie Ernst Herzfeld oder Roland Grubb Kent blieben aufgrund der Datierung der archäologischen Stätte bei Kyros II. Justin Václav Prášek war der erste, der 1910 Dareios I. ins Spiel brachte. Walther Hinz und Rykle Borger legten 1959 dar, dass Kyros II. keine einzige Inschrift in Pasargadae anfertigen ließ, dafür aber Dareios I.
Der schwedische Archäologe Carl Nylander wies 1967 auf die Vorliebe der Achämeniden für symmetrische Anordnungen in Kunst und Architektur hin, die in gespiegelten Wiederholungen von Skulpturen und Dekorationen an Treppenaufgängen, Fassaden, Eingängen und Fenstern zum Ausdruck kommt. Die Inschriften hatten neben der Aufgabe von Bekanntmachungen und Kommentaren auch einen ästhetischen Charakter. Als dekoratives Element unterlagen sie denselben symmetrischen Anforderungen wie andere architektonische Verzierungen. Deshalb nimmt man heute an, dass auf der Basis der überlieferten Inschriften und deren Standorten ursprünglich weit mehr als fünf Exemplare der Inschrift existiert hatten. Zudem unterscheiden sich die überlieferten Exemplare in der Ausführung. In den älteren Gebäuden (Empfangshalle, Tor R) sind sie ungerahmt, während das Element im Palast P einen Rahmen hat. Das deutet darauf hin, dass die Exemplare zu unterschiedlichen Zeiten angefertigt wurden.
Im Vorderen Orient war es üblich, dass der Bauherr seine Werke mit Inschriften versah. Die Inschriften gehorchten einem Protokoll, das von assyrischen, babylonischen, urartäischen, elamischen und medischen Königen angewendet wurde. Sie begannen meistens mit „großer König“, „König der Könige“ und anderen Epitheta. In seiner Untersuchung stellte Carl Nylander fest, dass von allen achämenidischen Königsinschriften CMa als einzige Inschrift den simplen Titel „König“ enthält. Zudem wird auf allen Inschriften von Pasargadae niemals das Epitheton „König der Könige“ verwendet und sie führen auch nicht den Namen des Vaters auf, der sonst prominent vertreten ist. Der schwedische Archäologe interpretiert die inhaltlichen Besonderheiten als frühe Form von achämenidischen Inschriften, bei der noch nicht alle Einzelteile festgeschrieben waren.
Carl Nylander schlägt basierend auf diesen Hinweisen vor, dass die babylonischen und elamischen Sprachversionen der Inschriften von Pasargadae von Kyros II. stammen und die altpersischen nachträglich von Dareios I. angebracht worden sind. Dies sei sicher bei der Inschrift CMc und sehr gut möglich bei der Inschrift CMa.
David Stronach bezweifelt, dass Dareios I. die altpersische Keilschrift erfunden hat. Die archäologischen Hinweise mit der symmetrischen ausbalancierten Anordnung der Sprachversionen in den ältesten Versionen von CMa am Tor R und in der Empfangshalle deuten auf eine gleichzeitige Ausführung der Sprachversionen hin. Die hohe Anzahl mit der darin enthaltenen Ich-Form weisen Kyros II. zudem als aktiven Handlungsträger, sprich Bauherrn, aus. Später hat David Stronach allerdings seine Haltung revidiert und alle Inschriften von Pasargadae Dareios I. zugewiesen.
Eine einhellige Meinung hat sich in der Wissenschaft noch nicht durchgesetzt.